# トッド・サンド
トッド・サンド（英語: Todd Sand, 1963年10月30日 - ）は、アメリカ合衆国カリフォルニア州バーバンク出身、デンマーク、アメリカの男性フィギュアスケート選手（男子シングル、ペア）。
1992年アルベールビルオリンピック、1994年リレハンメルオリンピック、1998年長野オリンピックアメリカ代表。パートナーはナターシャ・クチキ、妻でもあるジェニー・メノーなど。

## 経歴
バーバンクに生まれたが、デンマーク国籍を有したため、当初は男子シングルのデンマーク代表として国際大会に出場。1982年と1983年欧州選手権ではともに19位、1981年世界選手権では19位、1982年世界選手権では22位だった。
その後ペアスケーティングに転向し、1989年よりナターシャ・クチキとペアを組んだ。1991年の全米選手権で優勝し、世界選手権では3位となった。翌1991-1992年シーズン、アルベールビルオリンピックに出場し6位となる。
翌1992-1993年シーズンからは新たにジェニー・メノーとのペアを結成。1994年には全米選手権で優勝、リレハンメルオリンピックで5位入賞を果たす。1995年、世界選手権で3位となる。この年にパートナーのメノーと結婚。
1997-1998年シーズンの全米選手権では途中棄権したものの、長野オリンピックには出場し8位。直後の世界選手権では2位となり、同シーズンをもって競技引退した。
後はプロスケーターとしてスターズ・オン・アイス、英ITVのダンシング・オン・アイスなどに出演。コーチとしても活動している。

## 主な戦績

### ペア
- 1991-92年シーズンまでナターシャ・クチキとのペア
- 1992-93年シーズンよりジェニー・メノーとのペア

| 大会/年      | 1989-90 | 1990-91 | 1991-92 | 1992-93 | 1993-94 | 1994-95 | 1995-96 | 1996-97 | 1997-98 |
| ------------ | ------- | ------- | ------- | ------- | ------- | ------- | ------- | ------- | ------- |
| オリンピック |         |         | 6       |         | 5       |         |         |         | 8       |
| 世界選手権   | 11      | 3       | 8       | 5       | 6       | 3       | 3       | 5       | 2       |
| 全米選手権   | 2       | 1       | 3       | 2       | 1       | 1       | 1       | 2       | 棄権    |